# سكاي نيوز عربية
"سكاي نيوز عربية" هي مؤسسة إخبارية، تبث برامجها على مدار الساعة طوال أيام الأسبوع للناطقين باللغة العربية حول العالم. من خلال قناة تلفزيونية مجّانية ومجموعة من المنصّات الصوتية والرقمية، تنفرد بتقديم الأخبار العاجلة وبتوفير تغطية شاملة للأحداث التي تتناول مواضيع الأعمال ونمط الحياة والفنون والثقافة والرياضة.
تتميز "سكاي نيوز عربية" بأحدث تقنيات البث والتوجه نحو صناعة المحتوى الرقمي. كما تمتلك غرفة الأخبار الأكثر تقدماً في الشرق الأوسط وشمال أفريقيا، حيث تعتمد على أحدث تقنيات الواقع الافتراضي (VR) والواقع المعزز (AR).
منذ انطلاقتها في عام 2012، تلتزم "سكاي نيوز عربية" بتقديم تحليل متميز لمختلف الأخبار الإقليمية والدولية، لتحتل اليوم مكانة مميزة وتصبح مصدراً موثوقاً للأخبار لمختلف الشرائح والجنسيات والثقافات. إلى جانب تغطيتها الأساسية للأخبار، نجحت القناة في بناء قاعدة جماهيرية قوية تتابع تغطيتها للأعمال والتحليلات الرياضية اليومية والشؤون الراهنة. وتمتلك القناة شبكة من المكاتب في جميع أنحاء منطقة الشرق الأوسط وشمال أفريقيا وأوروبا والولايات المتحدة الأمريكية، لضمان نشر جميع الأخبار والقصص فور حدوثها.
"سكاي نيوز عربية" هي استثمار مشترك بين الشركة العالمية للاستثمارات الإعلامية و"سكاي نيوز البريطانية".

## التاريخ
تم الإعلان في 29 نوفمبر 2010 عن المشروع المشترك المملوك مناصفة بين شركة أبوظبي للاستثمار الإعلامي وبي سكاي بي، بهدف إطلاق قناة إخبارية باللغة العربية تبث مجاناً إلى الجمهور في منطقة الوطن العربي. وأوكلت مهمة الإعداد والتحضير لإطلاق القناة لأدريان ويلز، رئيس قسم الأخبار العالمية في سكاي نيوز. في فبراير 2011 عُيِّن نارت بوران كأول مدير للأخبار في قناة سكاي نيوز عربية، وكان قد عمل سابقاً مديراً للتلفزيون في رويترز، كما تم تعيين ياسر ثابت - رئيس التحرير السابق في قناة العربية - رئيساً للتحرير في يونيو 2011. وفي أغسطس من عام 2012 تم تعيين عرار الشرع رئيساً للتحرير. وفي 5 يناير 2024 تم تعيين نديم قطيش مديراً عاماً لـ"سكاي نيوز عربية".
استضافات قناة سكاي نيوز عربية في 17 أغسطس 2020 رئيس الوزراء الإسرائيلي بنيامين نتانياهو في مقابلة خاصة بعد الاتفاق الإماراتي الإسرائيلي، ذكر خلالها وجود تحوّل كبير في مواقف الكثير من الدول العربية تجاه إسرائيل، وأن قرار ضم غور الأردن عُلق بطلب من الأمريكيين.

## العمليات
بدأت العمليات في مقر القناة في المنطقة الإعلامية twofour54 بأبوظبي في فبراير 2012، وبدأ البث فعلياً في 6 مايو 2012.

## البث

ترددات القناة

سكاي نيوز عربية هي منصة إخبارية مستقلة من العالم العربي وإليه، لنقل مستجدات الأخبار بشكل فوري ومباشر على مدار الساعة  سواء بالبث العادي أو بالبث الفائق. وعبر عدد من منصات العرض. وتضم القناة لجنة تحرير استشارية مكونة من 6 أشخاص تتمثل مهمتهم في الإشراف على جميع المواد الإعلامية الصادرة عن القناة.
يبلغ عدد المنازل التي تبث إليها القناة في أنحاء الوطن العربي - سواء فضائياً أو عبر الكابل - أكثر من 50 مليون منزل، كما أنها توفر أيضاً خدمة البث المباشر عبر الإنترنت وتطبيقات الهواتف الذكية، ويمكن مشاهدة القناة على الأقمار الصناعية نايل سات وعرب سات، أو بشكل مجاني عبر التلفزة والشابكة والجوالات الذكية بما فيها الآيفون والآيباد. وتبث أيضا على موجة أف أم في الإمارات على تردد 90.3 ميغاهيرتز.

## المذيعون والعاملون في القناة
من بين العاملين في القناة (وبعضهم استقطبتهم القناة من فضائيات أخرى مثل قناة الجزيرة وقناة العربية وتلفزيون أبوظبي وغيرها):
- داليا عبد الله
- فيصل بن حريز
- مهند الخطيب
- إيمان لحرش
- سامي قاسمي
- فضيلة سويسي
- موسى البلوشي
- عبد العلي القرني
- لانا الجندي
- كارولينا نصار
- شنتال صليبا
- لبنى بوظة
- ميشيلا حداد
- مها عبدالله
- مروج إبراهيم
- كريستين داغر
- حفيظة البشاري
- هاني زيادة
- نانسي تابت
- روبير النخل
- ميشا جاويش
- عيسى المرزوقي
- أروى أحمد
- صهيب شراير
- أريج محمد

## وصلات خارجية
- الموقع الرسمي